# Paddy Chayefsky
Paddy Chayefsky (Bronx, New York, 1923. január 29. – New York, 1981. augusztus 1.) amerikai forgatókönyvíró.

## Életpályája
A De Witt Clinton High Schoolban végzett. Művészi pályáját a színháznál kezdte, majd a rádió és a televízió foglalkoztatta. 1939–1945 között a hadseregnél fejtett ki irodalmi munkásságot, dokumentumfilmeket is készített.

## Munkássága
Az ún. New York-i iskolának – amely a televízió lehetőségei között nőtt fel és megújította az amerikai filmművészetet – egyik számottevő tagja volt. Érdeklődése főként a kisemberek hétköznapi világa, apró gondjai és problémái felé fordult. Forgatókönyveit a realitásra való törekvés, bizonyos fokú társadalomkritika és a részletek pontos megmunkálása jellemezte. Szemlélete kesernyés és kíméletlen volt.
Egyik legkiemelkedőbb munkája az eredetileg a televízió számára készült Marty (1955), egy esetlen mészároslegény és egy csúnya lány szerelemi története. 
1958-ban Oscar-díjra jelölték Az istennő című filmjét. 1971-ben készült A kórház című film, ahol nemcsak mint forgatókönyvíró, hanem színész és filmproducer is volt. 1978-ban BAFTA-díjra jelölték a Hálózat című filmjét.

## Magánélete
1949–1981 között Susan Sackler volt a felesége.

## Filmjei

### Forgatókönyvíróként
- The Philco Television Playhouse (1949–1954)
- Goodyear Television Playhouse (1952–1955)
- Marty (1955) (színész és filmproducer is)
- A szállított viszony (1955)
- Az istennő (The Goddess) (1958)
- Az éj sötétje (1959)
- Szerelmi partraszállás (1964)
- Fesd át a kocsidat (1969)
- A kórház (1971) (színész és filmproducer is)
- Hálózat (1976)
- Változó állapotok (1980)

### Színészként
- Kettős élet (1947)

## Díjai
- Oscar-díj a legjobb adaptált forgatókönyvnek (1955) Marty
- Oscar-díj a legjobb eredeti forgatókönyvnek (1971) A kórház
- Golden Globe-díj a legjobb forgatókönyvnek (1972) A kórház
- BAFTA-díj a legjobb forgatókönyvnek (1973) A kórház
- Oscar-díj a legjobb eredeti forgatókönyvnek (1976) Hálózat
- Golden Globe-díj a legjobb forgatókönyvnek (1977) Hálózat